# ملخ‌های متقابل-دوار

شکل حرکت ملخ‌های واگرد ناهم‌محور

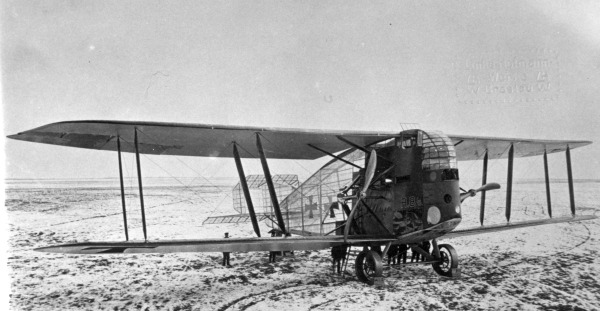
هواپیمای Linke-Hofmann R.I جنگ جهانی اول با ملخ‌های واگرد ناهم‌محور

ملخ‌های واگَرد ناهم‌محور (به انگلیسی: Counter-rotating propellers) به یک یا چند جفت ملخ می‌گویند که در دو طرف هواپیما و در روی دو بال هواپیما نصب می‌شوند. این زوج پروانه در خلاف جهت همدیگر دوران می‌کنند تا نیروی حاصل از سمت‌گشت (yaw) همدیگر را خنثی کنند. این نوع پروانه‌ها در هواپیماهای دوموتوره و چند موتوره استفاده می‌شود.

## معرفی و مفهوم
ملخ‌های واگرد ناهم‌محور به پروانه‌هایی گفته می‌شود که در هواپیماهای دوموتوره یا چندموتوره نصب می‌شوند و در جهت‌های مخالف یکدیگر می‌چرخند. این پیکربندی به منظور خنثی کردن نیروی سمت‌گشت که از چرخش ملخ‌ها در یک جهت ایجاد می‌شود، استفاده می‌شود. استفاده از ملخ‌های متقابل-دوار در هواپیماها به بهبود ثبات و کنترل هواپیما کمک می‌کند و می‌تواند کارایی سامانه پیشرانه را افزایش دهد.

## پیشینه
اولین استفاده از ملخ‌های واگرد ناهم‌محور به دوران اولیه هوانوردی بازمی‌گردد. برای مثال، پرنده رایت که اولین پرواز کنترل‌شده با موتور را انجام داد، از این نوع ملخ‌ها استفاده می‌کرد. در طول سال‌ها، این فناوری در هواپیماهای مختلفی مانند Dunne D.1 در سال ۱۹۰۷ و Lockheed P-38 Lightning در سال ۱۹۳۹ مورد استفاده قرار گرفت.

## اصول عملکرد
ملخ‌های واگرد ناهم‌محور با چرخش در جهت‌های مخالف، نیروی تورک ایجاد شده توسط هر ملخ را خنثی می‌کنند. این ویژگی باعث کاهش نیروی انحراف می‌شود و کنترل بهتری را برای خلبان فراهم می‌کند. علاوه بر این، ملخ‌های واگرد ناهم‌محور می‌توانند به کاهش نویز و افزایش کارایی سوخت کمک کنند. مطالعات نشان داده‌اند که استفاده از این نوع ملخ‌ها می‌تواند منجر به صرفه‌جویی در مصرف سوخت به میزان حدود ۸ درصد نسبت به ملخ‌های تک‌جهته شود.

## کاربردها
ملخ‌های واگرد ناهم‌محور در هواپیماهای نظامی و غیرنظامی مختلفی استفاده می‌شوند. برای مثال، هواپیمای جنگنده Fairey Gannet و هواپیمای ترابری سنگین آنتونوف ای‌ان-۷۰بی۰ از این نوع ملخ‌ها بهره می‌برند. این هواپیماها به دلیل استفاده از ملخ‌های متقابل-دوار از کنترل و پایداری بهتری برخوردار هستند و عملکرد بالاتری دارند.

## مزایا و معایب
استفاده از ملخ‌های واگرد ناهم‌محور دارای مزایای متعددی است که شامل بهبود کنترل و پایداری هواپیما، کاهش نیروی انحراف، کاهش نوفه و افزایش کارایی سوخت می‌شود. با این حال، این نوع ملخ‌ها نیز دارای معایبی هستند که شامل پیچیدگی بیشتر سامانه پیشرانه و نیاز به نگهداری بیشتر است.

## پیشرفت‌های فنی
پیشرفت‌های فناورانه در زمینه ملخ‌های متقابل-دوار شامل بهبود طراحی ملخ‌ها و گیربکس‌ها، کاهش وزن سامانه‌ها و بهینه‌سازی عملکرد آنها است. برای مثال، ناسا تحقیقات گسترده‌ای در زمینه ملخ‌های متقابل-دوار انجام داده و به بهبود عملکرد و کاهش نویز این سیستم‌ها کمک کرده است.
نتیجه‌گیری
ملخ‌های واگرد ناهم‌محور یکی از فناوری‌های مهم در هوانوردی است که به بهبود عملکرد و پایداری هواپیماها کمک می‌کند. با توجه به مزایای متعدد این سیستم‌ها، انتظار می‌رود که در آینده نیز شاهد استفاده گسترده‌تر از آن‌ها در هواپیماهای مختلف باشیم.